# Reserva marina de Hamelin Pool
La reserva natural marina Hamelin Pool (en inglés: Hamelin Pool Marine Nature Reserve) es una reserva natural marina protegida  localizado en el Patrimonio Mundial de la UNESCO –Bahía Shark listado en la región de Gascoyne en Australia Occidental. Las 127 000 hectáreas  de la reserva presumen de tener los ejemplares más diversos y abundantes de estromatolitos, o 'fósiles vivientes', en el mundo, monumentos a la vida de la Tierra hace 3500 millones de años.